# Рязансько-долговська культура
Рязансько-долговська культура — археологічна культура середньої новокам'яної доби, поширена у Верхньому й Середньому Наддонні. Датується 3600-2500 роками до н. е..

## Дослідження
Названо через прихід носіїв культури з округи Рязані, де у Пооччі виявлено численні стоянки культури й стоянкою у села Долге на лівобережжі Дону у Данковському районі на півночі Липецької області.
Виділена Всеволодом Левенком у 1965 році й Арсеном Синюком у 1978 році.
Культура найкраще представлена нижнім горизонтом стоянки Долге.

## Походження
За середнього неоліту на територію, зайняту раніше середньодонською культурою, з півночі, очевидно, в порядку дифузії, просунулися племена з ямочно-гребінцевої керамікою, що утворили рязансько-долговську культуру. З появою лісових мисливців й рибалок рязансько-долговської культури закінчується ранній, перший етап розвитку середньодонської культури й починається другий етап її розвитку.
У пізньому неоліті тривало проникнення північних племен, й в результаті рязансько-долговська культура змінилася рибноозерською культурою, виділена по середньому горизонту тієї ж Долговська стоянки.
А. Т. Синюк вважає, що носії цих культур не надали сильного впливу на місцеве населення й поступово були їм асимільовані.

## Вироби
Носії рязансько-долговської культури принесли в Донський лісостеп свої лісові індустрії. З'являються знаряддя для обробки дерева - сокири, долота, тесла, численні рибальські знаряддя: кістяні гарпуни, гачки для лову великої риби.
Кам'яний інвентар відрізняється масивністю. Нечисленні крем'яні пластини, якими яскраво характеризується середньодонська неолітична культура.
Носії культури переважно були мисливцями на великих звірів - ведмедів, лосів, оленів. Тому в їх кам'яному інвентарі багато наконечників списів, дротиків, великих наконечників стріл. Нічого подібного не було за місцевої середньодонської культури.
Місцеві племена середньодонської неолітичної культури й прийшлі носії рязано-долговської культури мирно співіснували.

### Кераміка
На кераміці з'являється змішаний орнамент у вигляді комбінацій місцевого накольчатого й прийшлого ямкового орнаментів. Носії культури принесли з собою нові традиції у формах й орнаментації кераміки. Форма цих посудин нагадує перевернутий дзвін, а у орнаменті є ямки, якими покрита вся поверхня. Ряди ямок часто поділялися відбитками гребінця. Ці відбитки створюють горизонтальні лінії, або геометричні візерунки. Такий орнамент називається ямково-гребінчастим. Поширення гребінчастого орнаменту є свідоцтвом впливу прийшлих північних племен. Форма посудин теж зазнала нововведення - горщики зі звуженим верхом яйцеподібної форми.